# Завадовський Петро Васильович
Петро Васильович Завадовський (нар. 10 (21) листопада 1738, Красновичі — 10 (22) січня 1812) — український аристократ й державний діяч Російської імперії. Дійсний таємний радник, сенатор, перший міністр народної освіти, голова Департаменту Законів Державної Ради.

## Біографія
Народився в с. Красновичі Стародубської 2-ї сотні Стародубського полку (пізніше — Чернігівської губернії). Початкову освіту отримав у домі Михайла Ширая — дядька по матері, стародубського підкоморія.
Підлітком був відправлений навчатися в єзуїтському училищі м. Орша. Після закінчення училища слухав лекції у Києво-Могилянській академії. Служив дрібним чиновником (повітчиком) у Малоросійській колегії, а згодом поступив до канцелярії малоросійського генерал-губернатора Петра Румянцева, який був одночасно і президентом Малоросійської колегії. Петро Румянцев звернув увагу на здібного й діловитого молодого урядовця і почав доручати йому важливі справи.
Під час російсько-турецької війни 1768–1774 Петро Румянцев був призначений командиром спочатку 2-ї армії, а згодом 1-ї армії й узяв Завадовського із собою правителем секретної канцелярії. На війні Завадовський відзначився в битвах при Ларзі і Кагулі. Разом з Семеном Воронцовим редагував текст Кючук-Кайнаджирського мирного договору 1774.
1775 супроводжував Петра Румянцева до Санкт-Петербурга. Потрапив у поле зору імператриці Катерини II і на два роки став її кабінет-секретарем та фаворитом. Був нагороджений великими маєтками в Чернігівській та Могильовській губерніях. Після 1777 засідав у Правительствуючому Сенаті, управляє банками, головує в Комісії законів, ревізує присутственні місця, відає навчальними закладами. Підтримує дружбу з Олександром Безбородьком.
Був головою Комісії з запровадження народних училищ. Намагався поповнювати склад учителів народних училищ охочими з числа студентів Київської академії. В листі до митрополита Київського і Галицького Самуїла (Миславського), датованому 4 жовтня 1789, Завадовський просив останнього рекомендувати йому 15 «охочих, які б побажали собі вчительське звання отримати», бо, як він сам пересвідчився, «між усіма присланими для заняття вчительських посад в Комісію з запровадження училищ в різні часи та з різних духовних семінарій найкращими, найздібнішими та й найгречнішими виявлялись завжди ті, хто навчався в Київській академії».
1793 Завадовському наданий титул графа «Священної Римської імперії германської нації», 1795 — графа Російської імперії. Імператор Павло I підтвердив російський графський титул і надав Завадовському св. Андрія Первозванного орден. По смерті князя Олександра Безбородька відправлений у відставку.
За імператора Олександра I став 1802 року першим у Росії міністром народної освіти. За час його служби в міністерстві в державі було відкрито багато парафіяльних шкіл, у селах — народні школи, в повітах — повітові училища, в губернських містах — гімназії. Було засновано 3 університети, в тому числі Харківський університет (нині Харківський національний університет).
Адам Єжи Чорторийський завадив реалізувати план Петра Завадовського відкрити у Києві університет для боротьби з полонізацією краю.
1810 залишив посаду міністра, був призначений головою департаменту законів у Державній раді Російської імперії. Завідував цензурою, уклав цензурний устав, який виявився досить ліберальним і тому невдовзі (1812) був змінений.